# Slaggen
Slaggen är en tidigare småort i Aspeboda socken i Falu kommun, Dalarnas län. bebyggelsen ingår sedan 2015 i tätorten Aspeboda